# Меринков, Павел Александрович
Павел Александрович Меринков (род. 26 августа 1991) — российский легкоатлет, специалист по бегу на средние дистанции. Выступал на профессиональном уровне в 2010—2016 годах, двукратный бронзовый призёр чемпионатов России в эстафете 4×800 метров, участник ряда крупных всероссийских стартов. Представлял Курскую область. Мастер спорта России.

## Биография
Павел Меринков родился 26 августа 1991 года. Занимался лёгкой атлетикой в Курске, проходил подготовку в специализированной детской-юношеской спортивной школе олимпийского резерва «Урожай» им. Н. Я. Яковлева.
Первого серьёзного успеха на всероссийском уровне добился в сезоне 2010 года, когда на зимнем чемпионате России в Москве вместе с командой Курской области выиграл бронзовую медаль в зачёте эстафеты 4×800 метров, уступив только сборным Московской и Нижегородской областей. Позднее в беге на 800 метров финишировал шестым на Кубке России в Ерино, выступил на летнем чемпионате России в Саранске.
В 2011 году завоевал серебряную награду на Кубке Белгорода, участвовал в чемпионате России в Чебоксарах, стал шестым на Мемориале Владимира Куца в Москве, взял бронзу в эстафете 4×800 метров на чемпионате России по эстафетному бегу в Сочи.
В 2012 году в дисциплине 800 метров был четвёртым на Кубке Белгорода, отметился выступлением на зимнем чемпионате России в Москве, выиграл бронзовую медаль на эстафетном чемпионате России в Адлере.
В 2013 году среди прочего получил серебро на Кубке Белгорода в помещении, принимал участие в зимнем чемпионате России в Волгограде и летнем чемпионате России в Москве.
В 2014 году бежал 200 и 800 метров на зимнем чемпионате России в Москве.
В 2016 году стартовал на зимнем чемпионате России в Москве, на командном чемпионате России в Сочи, на летнем чемпионате России в Чебоксарах. По окончании сезона завершил спортивную карьеру.